# Font de la Parra (Carcaixent)
La Font de la Parra o Font de Carcaixent és una font de Carcaixent, que el 1619 va ser canalitzada fins a la Plaça Major de la localitat. L'obra va costar tres-cents mil quinzets. Els filtres i aqüeductes van ser construcció de l'obrer de vila Josep Chelvi el 1672. El 1864 va sofrir desperfectes durant la riuada de Sant Carles.